# Superman
Superman (nadčovjek) je fiktivni, stripovski superjunak, općenito smatran jednim od najpoznatijih i najpopularnijih likova, te američka kulturna ikona. Stvorili su ga američki pisac Jerry Siegel i kanadski umjetnik Joe Shuster 1932. godine, kada su obojica živjela u Clevelandu, u saveznoj državi Ohio. Prava na strip su prodali izdavačkoj kući Detective Comics 1938. godine. Prvi put se pojavio u prvom izdanju Action comics ("Akcijski stripovi") u lipnju 1938., a kao zaseban strip je počeo izlaziti 1939. Superman je pomogao stvoriti žanr stripova o superjunacima, koji je postao dominantan u američkom stripu. Kasnije se pojavljivao u mnogim filmovima, radijskim i televizijskim serijama te videoigrama.
Pravog imena Kal-El, Superman je rođen na dalekom planetu Kriptonu, u naprednoj civilizaciji koja je ovladala znanjima mnogih galaksija, a korištenjem naprednih tehnologija stvorila društvo temeljeno na manipulaciji kristalima. Malog Kal-Ela njegovi roditelji, otac Jor-El i majka Lara, šalju u svemirskom brodu na trogodišnji put prema Zemlji trenutak prije eksplozije planeta. Kal-El je, usvojen i odgojen od strane farmera Jonathana i Marthe Kent, dobio novo ime - Clark Joseph Kent te mu je usađen snažan moralni osjećaj. Pri odrastanju razvija super-sposobnosti i odlučuje ih koristiti za dobrobit čovječanstva.
Superman je nazivan "Čovjek od čelika", "Čovjek sutrašnjice" i "Posljednji sin Kriptona" od strane medija. Kao Clark Kent, Superman živi među ljudima kao prijazan i uglađeni novinar novina "Daily Planet" ("Daily Star" u originalnim pričama). Ondje radi uz novinarku Lois Lane, s kojom je u vezi. Ovaj odnos je bio okrunjen brakom u brojnim medijima, i sada je utvrđen u okvirima sadašnjeg matičnoga stripovskog kontinuiteta.
Njegov lik, moći i izgled polagano su nadograđivani kroz godine. Supermanova priča je promijenjena da doživi pustolovine kao Superboy (Super dječak), a stvoreni su i ostali preživjeli s Kriptona, kao što su Supergirl (Super djevojka) i Krypto the Superdog (Kripto super pas). U dopuni, Superman je bio licenciran i prilagođen čitavom nizu medija, od radija do televizije i filma. Posljednji film je "Povratak Supermana" iz 2006. Stripovski Superman je obnovljen 1986., kada je John Byrne modelirao lik, reducirajući Supermanove moći i brišući nekoliko likova, što je
privuklo pažnju medija i izazvalo brojne kontroverze kod fanova, kao i priča "Smrt Supermana" iz 1990-ih, u kojoj Superman nakratko umire.
Superman je također zanimljiv učenicima, studentima, kulturnim teoretičarima, komentatorima i kritičarima koji proučavaju njegov utjecaj i ulogu u SAD-u i u ostatku svijeta. Umberto Eco je raspravljao o mitskim kvalitetama lika u ranim 1960-ima. Pisac znanstvene fantastike Larry Niven je proučavao zaplet u kojem bi se lik našao u seksualnom odnosu s Lois Lane.
Vlasništvo nad autorskim pravima na Supermana često je bilo predmetom rasprava. Siegel i Shuster su dva puta podigli tužbu za povratak njihovog legalnog vlasništva. Trenutno su autorska prava ponovo sporna, zbog promjena u američkom zakonu o autorskim pravima, koje dopuštaju Sigelovoj ženi i kćeri da polažu pravo na dio autorskih prava, a osporavaju preseljenje DC-ja matičnoj tvrtki Warner Bros.

### Nastanak
Siegel i Shuster su prvo stvorili ćelavog telepatskog zločinca koji vlada cijelim svijetom. Pojavio se u kratkoj priči "The reign of the Superman" u Science fiction #3, objavljenoj 1933. godine. Siegel je promijenio lik u superjunaka 1933., malo je držao do ili nije bilo sličnosti s njegovim zločinačkim imenjakom i počeo je šestogodišnji zadatak pronalaženja izdavača. Naslovivši ga "The Superman", Siegel i Shuster ponudili su ga nakladniku "Consolitaded Book", koji ga je izdao u crno–bijelom stripu, nazvanom Detective Dan: Secret operative no. 48. Iako je dvojac primio ohrabrujuća pisma, "Consolidated" nije nastavio objavljivati strip. Shuster je to uzeo k srcu i spalio sve stranice priče, a preživjela je samo zato što ju je Siegel spasio iz vatre. Siegel i Shuster su usporedili ovaj lik s Slamom Bradleyem, pustolovom kojega je dvojac stvorio za Detective comics #1 (svibanj 1939.).
Par je promijenio lik 1934. Postao je više kao junak u mitskoj tradiciji, inspiriran likovima kao što su Samson i Herkul koji bi ispravljali nepravdu, boreći se za socijalnu pravdu i protiv tiranije. U toj fazi predstavljen je kostim, Siegel se kasnije prisjećao da su stvorili "vrstu kostima i dali mu veliko slovo S na prsima i ogrtač, čineći ga što su više mogli šarenijim i karakterističanijim". Dizajn je bio baziran na kostimima u stripovima kao što su Flash Gordon, i također djelomično temeljeni na tradicionalnoj odjeći cirkuskog snagatora. Međutim, ogrtač je bio vidljivo drugačiji od viktorijanske tradicije. Gary Engle opisao ga je kao "presudnog u popularnoj kulturi" u Superman at fifty: The persistance of legend. Gaće preko hlača izgled je uskoro utvrđen kao osnova za mnoga buduća superjunačka odijela. Ovoj trećoj verzija liku su date izuzetne mogućnosti, fizička priroda kao suprotnost mentalnim sposobnostima kriminalca Supermana.
Supermanovo ime je bilo inspirirano filmovima, Shuster je izjavio 1938. "Jerry je stvorio sva imena. Bili smo veliki fanovi filmova, i bili smo veoma inspirirani glumcima i glumicama koje smo vidjeli. Za Clarka Kenta, komibinirao je imena Clark Gable i Kent Taylor. Metropolis, grad u kojemu Superman radi, dolazi od filma Fritza Langa (Metropolis 1927.), kojega smo obojica voljeli".

### Superman – stripovski karakter
Supermanov karakter i osobine su se razvijale s obzirom na povećavanje i razvitak njegovih pustolovina. Detalji Supermanovoga podrijetla, odnosa i sposobnosti mijenjali su se značajno tijekom različitih publikacija, od zlatnoga doba stripa do i kroz moderno doba. Moći i negativci su razvijeni kroz '40-te, sa Supermanom koji je razvio sposobnost letenja, i kostimiranih negativaca od 1941. Superman je pokazan kako saznaje za postojanje Kriptona 1949. Koncept je originalno bio utvrđen i prikazan čitatelju 1939. u Supermanovom stripu.Tijekom '60-tih predstavljen je drugi Superman, Kal-L. DC je uspostavio više svemira u okvirima fiktivnoga svemira kojega su njegovi likovi dijelili. To je dopustilo likovima iz '40tih postojanje paralelno s najnovijima kopijama izdanima u '60tima. To je objašnjeno čitatelju kroz ideju da dvije grupe likova nastanjuju paralelne Zemlje. Drugi Superman je bio predstavljen da objasni čitatelju Supermanovo članstvo u oba superjunačka tima, iz 1940tih Justice Society of America [Američko društvo pravde] i iz 1960tih Justice League of America [Američka liga pravde].
U 1980-tima lik Supermana je korjenito vraćen počecima. DC je odlučio maknuti multisvemir u želji da pojednostavi tijek radnje. To je dovelo do ponovnog pisanja likova, uključujući i Supermana. John Byrne je ponovo napisao Supermana, brišući mnoge utvrđene konvencije i likove iz kontinuiteta, uključujući Superboy i Supergirl. Byrne je također ponovno vratio Supermanove posvojitelje, Kentove, kao likove. U ranijim pričama Kentovi su umirali rano u Supermanovom životu (negdje oko Clarkovog završetka srednje škole). U '90tima Superman je bio ubijen od strane zločinca Doomsdaya, iako je uskoro bio ponovno uveden. Superman je također oženio Lois Lane 1996. 2002. postao je vegeterijanac, i njegovu podrijetlo je ponovno revizirano 2004. 2006 Superman je izgubio svoje moći, ali su obnovljene tijekom fiktivne godine.

#### Ličnost
U originalnima Siegelovima i Shusterovima pričama, Supermanova ličnost je gruba i agresivna. Superman je viđen kako odlučno zaustavlja nasilnike, profitere, rulju i gangstere, s agresivnijim krajem i labavijim moralnim kodeksom. Kasniji pisci su ga omekšali i stavili mu osjećaj idealizma i moralnog kodeksa ponašanja. Iako nije hladnokrvan kao raniji Batman, Supermanova osobina u stripovima '30tih je nezainteresiranost oko ozljeda koje njegova snaga može uzrokovati, udarajući zločince na takav način da su se smrtne posljedice događale, iako su se one rijetko prikazivale izričito na stranicama. Ovome je došao kraj u kasnim četerdesetima, kada je nova urednica Whitney Ellsworth uspostavila moralni kodeks ponašanja za likove, zabranjujući Supermanu ubijanje.
Budući da je izgubio svoj rodni planet Kripton, Superman se prema Zemlji odnosi veoma zaštitnički, osobito prema Clarkovoj obitelji i prijateljima. Ovaj gubitak kombiniran s odgovornošću uporabe moći odgovorno uzrokovao je da se Superman osjeća usamljeno na Zemlji unatoč mnogim prijateljima, njegovoj ženi i roditeljima. Prijašnji susreti s ljudima za koje je mislio da su mu prijatelji Kriptonci, Power girl (koja je, ustvari s Kriptona u svemiru Zemlje dva) i Mon-elom, vodili su razočaranju. Dolazak Supergirl, koja nije bila samo s Kriptona, nego i njegova rođakinja, je smanjio njegovu samoću.
U Superman/Batman #3, Batman misli: "Na mnogo načina, Clark je najviše čovjek od svih nas. Onda… ispaljuje vatru s neba, i teško je ne misliti o njemu kao Bogu. I kako smo svi mi sretni što mu to ne pada na pamet". Kasnije, kad je Infinite Crisis počela, Batman ga opominje da se previše ne indentificira s čovječanstvom i neuspješan je da pruži jako vodstvo koje superljudi trebaju.

#### Supermoći
Kao utjecajan arhetip superjunačkoga žanra, Superman posjeduje izuzetne moći. Superman se tradicionalno opisuje kao "brži od metka, jači od lokomotive, može preskočiti visoke zgrade u jednom skoku ", fraze koje je skovao Jay Morton i prvi put su iskorištene u Supermanovim radio serijalima i Max Fleischer animiranima serijama u '40tima i jednako tako u TV serijama '50tih. Veći dio svoga postojanja, Supermanov arsenal supermoći uključuje letenje, super snagu, neozljedivost na nemagične napade obične sile, super brzina, vid (može vidjeti rendgensko zračenje, toplinu, teleskopski vid, infracrveno), super sluh i super dah, koji mu omogućuje smrzavanje objekata puhanjem u njih, kao i puhanje brzih i snažnih vjetrova.
Kao što je originalno koncipiran i predstavljen u ranijim pričama, Supermanove moći su bile relativno ograničene, sastojale su se od superljudske snage koja mu je omogućavala podizanje automobila, trčanje velikim brzinama i preskakanje 1/8 milje, nevjerojatno tvrde kože koju može probiti jedino topovski hitac. Siegel i Shuster usporedili su njegovu snagu i mogućnosti preskakanja s mravom i skakavcem. Kada su radili animiranu seriju, Fleischer Brothers su našli teškoću crtanja preskakanja i zahtijevali su od DC-a da promijeni ovu moć u letenje. Pisci su postupno povećavali njegove moći do većih opsega tijekom srebrnog doba, u kojemu je Superman mogao letjeti u druge svjetove i galaksije i čak prijeći svemir s relativnom lakoćom. Često je letio preko Sunčevog sustava da zaustavi meteore od udaranja u Zemlju, ili ponekad samo da razbistri glavu. Pisci su naišli na rastuću teškoću da napišu Supermanove priče u kojima je vjerojatno bio izazivan, pa je DC Comics napravio niz pokušaja da zauzda lik. Najznačajniji pokušaj- John Byrne 1986. je ponovno napisao lik, uspostavljajući nekoliko velikih ograničenja na njegove moći: On može jedva preživjeti nuklearnu eksploziju i njegov svemirski let je ograničen s količinom daha kojega može zadržati. Supermanove moći su odonda ponovno povećane, sa Supermanom koji trenutno posjeduje dovoljno snage da baci planinu, izdrži nuklearnu eksploziju s lakoćom i preživjeti u vakuumu svemira bez zraka.
Izvor Supermanovih moći se mijenjao suptilno kroz tijek njegove povijesti. Originalno je napomenuto da Supermanove moći dolaze od njegova Kriptonskoga nasljeđa, koje ga čini stoljećima naprednijim od ljudi. To je ubrzo izmijenjeno, s izvorom moći sada baziranim na Kriptonovoj gravitaciji koja je jača od Zemljine. Kako su se Supermanove moći povećavale, implikacija da su svi Kriptonci dobili iste sposobnosti postala je problematična piscima, radeći upitno kako je rasa takvih bića mogla biti izbrisana od nečega tako neznatnog poput eksplodirajućeg planeta. Supermanovi pisci su napisali da Kriptonci, čija matična zvijezda Rao je crvena, posjeduju supermoći pod svijetlom žutoga sunca. U novijim pričama pokušava se naći ravnoteža između ta dva objašnjenja.
Superman je najranjiviji na Kriptonit, minerale koji su ostataci Kriptona transformirani u radioaktivan materijal od sila koje su uništile Kripton. Izlaganje Kriptonitovoj radijaciji poništava Supermanove moći i imobilizira od boli; dugotrajno izlaganje će ga eventualno ubiti. Jedini mineral na Zemlji koji ga može zaštititi od Kriptonita je olovo, koje blokira radijaciju. Olovo je jedina poznata tvar kroz koju Superman ne može vidjeti svojim rendgenskim vidom. Kriptonit je prvi put predstavljen publici 1943. Zeleni Kriptonit je najčešće viđeni oblik, ali su pisci predstavili druge oblike tijekom godina kao što su crveni, zlatni, plavi i crni, svaki sa svojim efektom.

#### Sporedni likovi
Clark Kent, Supermanov tajni identitet, je djelomično baziran na Haroldu Lloydu i nazvan po Clarku Gableu i Kentu Tayloru. Iako je tipičan novinski reporter, tijekom 1970tih lik napušta Daily Planet i neko vrijeme radi na televiziji, dok je za vrijeme 1980tih promijenjen od Johna Byrna koji je vidio da lik postaje nekako agresivniji. Ova agresivnost je odonda izbljedjela s kasnijm stvaraocima koji so obnovili blagi manirizam tradicionalan za ovaj lik.
Supermanov najpoznatiji sporedni lik je Lois Lane, možda lik koji je općenito najviše povezan sa Supermanom, prikazana je tijekom različitih vremena kao njegova kolegica, konkurentica, žena u koju je zaljubljen ili njegova žena. Ostali važniji sporedni likovi ukljućuju suradnike iz Daily Planeta kao što su fotograf Jimmy Olsen i urednik Perry White, Clarkove posvojitelje Jonathana i Marthu Kent, ljubav iz djetinstva Lanu Lang i najboljeg prijatelja Petea Rossa i bivšu curu Lori Lemaris. Scenariji koje rade vezu do mogućnosti da je Superman otac djeteta su bile uobličene unutar i izvan matičnog kontinuiteta.
Inkarnacije Supergirl, Krypto the Superdog i Superboy su također bili glavni likovi u stripovima, kao i Justice League of America (u kojoj je Superman obično član). Značajka zajednička nekolicini sporednih likova je ponavljanje inicijala  "L.L." u imenima, uključujući Lexa Luthora, Lois Lane, Linda Lee, Lane Lang, Lori Lemaris i Lucy Lane, ponavljanje je bilo obično u ranijim stripovima.
Superman ima poveći broj neprijatelja, uključujući njegovog najpoznatijeg neprijatelja, Lexa Luthora, koji je bio mijenjan tijekom godina u različite forme kao zli znanstveni genij ili moćan, ali korumpirani vlasnik konglomerata koji se zove LexCorp. 2000. postaje predsjednik SAD-a i bio je povremeno opisan kao bivši Clarkov prijatelj iz djetinstva. Izvanzemaljski android (u većini inkarnacija) poznat kao Brainiac je smatran drugim najdjelotvornijim Supermanovim neprijateljem. Neprijatelj koji je postigao najviše, s ubijanjem Supermana, je bijesno čudovište Doomsday. Darkeseid, jedno od najmoćnijh bića u DC svijetu, je također zastrašujući neprijatelj u većini post-kriznih stripova. Drugi neprijatelji su značajni po mnogim inkarnacijama lika, od stripa do filma i televizije uključujući pet dimenzionalnog vragolana Mr. Mxyzptlk, suprotan Superman, poznat kao Bizarro i Kriptonski kriminalac General Zod.

## Filmovi o Supermanu
U prva četiri filma Supermana je glumio Christopher Reeve, u petom, Povratku Supermana, zamijenio ga je Brandon Routh.
1. Superman
2. Superman II
3. Superman III
4. Superman IV
5. Povratak Supermana
6. Čovjek od čelika